# 泰伯利亚系列
泰伯利亚系列，从属于命令与征服系列，是西木工作室在1995年开始发行的系列游戏。自西木工作室被艺电收购，命令与征服：泰伯利亚系列被收归其门下继续开发。

## 介绍
泰伯利亚系列是命令与征服系列的主线剧情，游戏背景第二次超級世界大戰（《紅色警戒》）後，由联合国所组成的全球防卫组织和宗教组织NOD兄弟會两大势力的对抗，而在最新的《命令与征服3：泰伯利亚战争》中，来自外层空间的种族思金人（Scrin）也被加入至游戏中，成为一个新的种族。
《命令与征服》最初由Westwood Studios所开发，于1995年发行。最初事件发生于一场维也纳贸易中心的攻击，这项攻击被认为是由Nod和他的首脑──凯恩（Kane）所为，接着一切战争围绕在一种称为泰伯利亚的外星物质，它们会吸收土地的物质并以毒气的方式将它们释放出来。当GDI研究泰伯利亚矿并试图降低泰伯利亚对于人类的威胁时，Nod尝试利用泰伯利亚来制造武器，凯恩认为泰伯利亚是让人类进入一个新纪元的重要物质，GDI以维持世界现有秩序的名义抵抗Nod的理念，Nod则擅长利用控制媒体来宣传他们的理念。
《命令与征服》的剧情与现实世界的政府状态较相近，它的续集《命令与征服：泰伯利亚之日》则偏向较为科幻的设定，《命令与征服3：泰伯利亚之战》则回归于最初命令与征服的传统，但时间背景已经过了半个世纪。《命令与征服：红色警戒》被设定为泰伯利亚系列的前传，其中多次提及泰伯利亚系列中组织和人物的字眼。
2006年4月19日，数个命令与征服社群网站发布了PC Gamer六月号的封面，上面印着《命令与征服3》被宣布为系列的新游戏，杂志同时也确认了这款游戏将会设定在泰伯利亚之日十多年后的世界。隔天，EA正式宣布新命令与征服游戏将被命名为《命令与征服3：泰伯利亚之战》。
2008年3月24日，《命令与征服3》资料片《命令与征服3：凯恩之怒》发行，里面将展开一场以凯恩为主轴的壮烈单人战役，该资料片推出了 PC 与 Xbox 360 两个版本。
2009年7月26日，EA公开了《命令与征服4》正在开发的情报。该游戏已于2010年发售。本作将会是泰伯利亚系列的完结篇。

## 系列游戏
- 《命令与征服（泰伯利亚黎明）》（Command & Conquer）
  - 《命令与征服：重回杀戮战场（英语：Command & Conquer: Tiberian series#The Covert Operations） 》（資料片）
  - 《命令与征服：最后的幸存者 》（Command & Conquer: Sole Survivor）（其他）
- 《命令与征服：泰伯利亚之日》（ ）
  - 《命令与征服：火线风暴》（ Command & Conquer: Tiberian Sun: Firestorm ）（資料片）
- 《命令与征服：叛逆者》（ ）（其他）
- 《命令与征服3：泰伯利亚之战》（ ）
  - 《命令与征服3：凯恩之怒》（ ）（資料片）
- 《命令与征服4：泰伯利亚黄昏》（ ）

## 阵型角色

### GDI
全球防衛組織（英語：Global Defense Initiative），簡稱GDI，是西木工作室出品的終極動員令系列遊戲中一個虛構的國際軍事組織。
GDI前身是G8國家的秘密軍事同盟（成立的目的是防止超級世界大戰再次爆發及解決未來國際間的軍事衝突，但是因種種變故才改組成GDI）—— 為抑制泰伯倫礦擴散以及對抗邪惡的Nod兄弟會（一個相信泰伯倫是神的禮物，對人類有好處的宗教組織）而成立的國際組織。經過多次泰伯倫戰爭後，成員國的實體逐漸消失，各國原來的權力及資源逐漸移交到全球防衛組織。雖然表面上成員國仍然存在，但實際上全球防衛組織已成為軍政一體的超級大國，是一個合併了八大工業國、聯合國安全理事會永久成員國及北約成員國的強大組織。

#### 終極動員令
在第一次泰伯倫戰爭的期間，GDI一直在前線積極對抗NOD兄弟會。NOD努力揭露GDI的暴行，例如要對波蘭比亞韋斯托克地區的大屠殺暴行負責。NOD方面通過一系列由格雷‧貝爾特主持的新聞節目進行宣傳，迫使GDI從他們的領土向後撤退，然後由NOD支持者迅速接管該些地區。在對GDI的批評幾乎達到高潮的時候，聯合國被迫中斷它對GDI的資助。NOD相信GDI的勢力被嚴重削弱，而開始到處攻擊GDI的基地。
聯合國其實是為了瞞騙NOD的領導人肯恩（Kane），而假裝中斷對GDI的資助。計劃十分成功，NOD驚訝地發現他們攻擊的基地早已防禦重重。GDI其後取得多次勝利。經過二年多的戰鬥，GDI最後找出NOD的總部，在波士尼亞和赫塞哥維納薩拉熱窩外圍的NOD神殿。在GDI和NOD的精英部隊之間，開始了三天艱苦的戰鬥。NOD的防線在被攻破之時，GDI啟動了他們最先進的武器——部署在外太空的離子加農砲（Ion Cannon）。離子加農砲摧毀了NOD神殿（另一種結局是沒使用離子加農砲而用武力摧毀了NOD神殿），肯恩被宣告死亡，GDI成功地結束了第一次泰伯倫戰爭。

#### 泰伯倫之日
第一次泰伯倫戰爭之後，GDI專注於研究泰伯倫礦和泰伯倫技術。但是GDI犯了一個嚴重的錯誤 ─ 它並未找到肯恩的屍體。數十年來，關於NOD地下活動的謠言依舊存在，促使GDI開始對這些消息進行調查。然而在2030年9月2日這天，全球的GDI基地被大批NOD部隊圍攻，掀開第二次泰伯倫戰爭的序幕。
GDI官員在第一次泰伯倫戰爭後，忘記了NOD是一群有組織的全球化好戰分子；此時的NOD已經分裂成一個個的小分派。然而，其後發生的事是出乎在GDI高層意料之外。
GDI的通訊系統被NOD入侵，而且向GDI的總部 ─ 費城太空站(G.D.S.S. Philadelphia)播放一段證明肯恩存活的影片，宣佈他的歸來。GDI的詹姆斯‧所羅門將軍(General James Solomon)和麥克‧麥克尼爾(Commander Micheal "Mack" McNeil)指揮官被這事驚動，開始指揮各地的GDI部隊對抗NOD的入侵。
最後的戰鬥在開羅爆發，GDI再次攻擊NOD的心臟地帶，包括肯恩的金字塔和被重建的NOD神殿。 麥克尼爾和肯恩進行了一場決鬥，在最後肯恩被一根鋼梁刺穿。 GDI最後得到一台神祕的泰西塔斯設備(Tactius Device)，它擁有摧毀泰伯倫的技術，以解決泰伯倫所衍生的問題。

#### 火線風暴
全世界的泰伯倫再度變異，離子風暴破壞了地面部隊與費城太空站的聯繫，GDI緊急啟動了火線風暴地表部隊，暫時代替費城太空站指揮部隊。GDI嘗試啟動泰西塔斯，但這個裝置目前無法被解讀，唯一的希望是一名叫特拉托斯(Tratos)的突變人，他在一個GDI的基地進行泰伯倫疫苗研究。NOD兄弟會在斯拉維克(NOD黑手部隊的指揮官)的重組下攻擊了GDI前哨站，引發突變人與普通市民的暴動。為了平亂，GDI派了一部份的部隊去鎮壓暴動，駐守在GDI研究機構的部隊就減少了。然後CABAL(计算机辅助增强生命体)秘密地刺殺特拉托斯，令NOD權力核心(Inner Circle)的其他人非常不高興，認為是斯拉維克殺了特拉托斯。
GDI也面臨大麻煩，沒有了特拉托斯，他們解讀不了泰西塔斯內的數據。所幸布卓爾博士和保羅柯特茲將軍找到了另一個方案，佔領NOD的AI電腦 ─ CABAL以解讀泰西塔斯，而CABAL老早預計到GDI的計劃，但卻沒有通知NOD高層，反而告訴他們：他殺了特拉托斯。正當NOD決定要關閉CABAL的主機時，GDI佔領了CABAL的主機。CABAL其後告訴GDI泰西塔斯缺了一角，要GDI去把那個泰西塔斯碎片找回來。
同時CABAL正式叛變，除了斯拉維克之外，其餘的NOD指揮官都被殺光了。而且利用他的生化人部隊攻擊GDI的數個基地。GDI找回泰西塔斯碎片後，CABAL的生化人部隊正朝著CABAL主機進軍。布卓爾匆忙的取走泰西塔斯成功逃離，事後證實那個主機是假的，CABAL真正的主機下落不明。
CABAL開始捕捉市民，把壯年市民改裝成生化人。NOD深黯戰術AI的重要性，混進了GDI的雷達站偷了EVA的安裝程式。GDI和NOD決定一同對付CABAL。NOD負責摧毀CABAL的泰伯倫加工廠，GDI負責破壞CABAL的生化人工廠，並且一起攻擊CABAL真正的主機。
CABAL主機外圍的防禦工事非常多，在瓦解了所有的防禦工事後，CABAL使用他研發的秘密武器：核心守护者(Core Defender)，一台擁有強大火力的機器人，攻擊GDI和NOD的部隊。最後在兩軍合力攻擊之下，核心守护者終於倒地，GDI和NOD的聯合部隊把它徹底摧毀。

#### 泰伯倫戰爭
2047年3月，位於太空的GDI費城太空站（G.D.S.S. Philadelphia），GDI高層正在開會，討論將軍事運作的費用轉移至撲滅泰伯倫礦的層面上，同時NOD兄弟會入侵了全球防衛組織的飛彈防禦系統，並以核彈擊毀太空站，並開始了第三次泰伯倫戰爭。
此時，NOD兄弟會領導人肯恩再次出現並宣稱開戰，全球防衛組織為保衛餘下的20%藍區展開與兄弟會的抗戰。在攻擊NOD在薩拉熱窩的總部的戰事中，執行長雷蒙‧波以耳授權啟動離子加農砲，向NOD總部發動攻擊。結果把神殿底下的液態泰伯倫引爆，引起強烈的爆炸，在東歐地區造成大量傷亡。同時也把躲在遠至太陽系的海王星軌道附近的一小行星的外星生物 ─ 異形（Scrin）喚醒，並開始攻擊地球，並試圖在地球上各個紅區建造共19座的阈限之塔（一種超巨形的傳送裝置，建造完成後便無法被摧毀的高塔）。
在一次的陰謀中，NOD兄弟會幹部奇麗安‧夸特被指背叛NOD並被殺害，其後在一次軍事行動中，LEGION成功在中國大陸把泰西塔斯設備奪回，但就被另一位NOD兄弟會幹部愛莉紗‧柯瓦克斯輸入病毒，使LEGION無法運作。
最後，兄弟會再次戰敗，泰西塔斯再被GDI奪去，但肯恩早有後著，他重新開動LEGION並喚醒他藏在地下的生化人大軍。最後成功在奪回泰西塔斯設備，但此時的泰西塔斯因被GDI多次的實驗而受到輕微的損壞。
異形也被GDI打敗，但異形最後成功地在地球上建造一座閾限之塔。

#### 凯恩之怒
此時兄弟會已經面臨四分五裂的危機，但肯恩利用LEGION（一個人工智慧系統），成功把分裂了的NOD兄弟會重新組織起來，並佔據了地球上大部份的黃區。在一次的行動中，LEGION的影子軍團成功摧毀了GDI的財政部大樓（GDI認為這是分離主義份子的陰謀），迫使GDI財政部長雷蒙‧波以耳留在地球處理事件，而沒有前往費城太空站參加年度能源高峰會。之後LEGION被暫停運作。

### NOD兄弟會
NOD兄弟會（英語：Brotherhood of Nod），簡稱NOD。
NOD在20世纪90年代，泰伯利亚降临地球之后，开始在第三世界国家迅速扩大势力，为了争夺世界与泰伯利亚的主导权，便与GDI为首的联合国组织，展开一系列的战争，NOD看待泰伯利亚的态度与GDI相反，认为是上帝赐予的礼物，促使人类更进一步的演化。凯恩成为NOD的领导人，便一直主导组织的行动。NOD的武力与GDI比较起来，虽然装备明显比对方薄弱，不过它具有机动性与隐蔽性的优势。
NOD在公元前1800年成立，是一个神秘且有宗教狂热的组织，并且在20世纪90年代，泰伯利亚降临地球之后，NOD经过内部权利斗争，凯恩脱颖而出成为组织的领导人，随着泰伯利亚矿降临地球后，由于他懂得如何开采泰伯利亚，因此组织的经济情况大为宽裕，顺带让组织的扩张更为得心应手。此外NOD还得到伊拉克、中国、朝鲜、越南等社会主义国家的支持，逐渐产生想要统治世界的野心。NOD的企图越来越明显，也让其他许多国家感到不安，所以美国、日本、英国、法国、俄罗斯、德国、印度、南非等民主国家，组成全球防御组织（GDI），来与NOD对抗。双方的战争持续两年后，NOD被GDI击败，不过却未见到凯恩的尸体，至於NOD旗下的组织仍然持续地下行动。